# Ciudad de Palma
Die Ciudad de Palma ist eine Ro-Pax-Fähre der zur Grimaldi Group gehörenden spanischen Reederei Trasmed GLE. Die Fähre wird im Fährverkehr vom spanischen Festland mit der Baleareninsel Mallorca eingesetzt.

## Geschichte
Das Schiff wurde von NAOS Ship & Boat Design entworfen. Es ist die einzige Einheit des Typs P256, der zu der von NAOS entworfenen und in großer Stückzahl gebauten Visentini-Klasse zählt, die auf einem gemeinsamen Rumpfdesign basiert, aber vielfach in abweichenden Versionen gebaut wurde.
Das Schiff wurde unter der Baunummer NB 218 auf der italienischen Werft Cantiere Navale Visentini in Porto Viro für die Reederei Visemar Di Navigazione gebaut. Die Kiellegung fand am 30. Dezember 2004, der Stapellauf am 28. Juni 2007 statt. Fertigstellung und Ablieferung erfolgten im Oktober 2007.
Das Schiff sollte zunächst an die schwedische Reederei Stena RoRo verchartert werden. Ein entsprechender Chartervertrag wurde im März 2006 geschlossen, später jedoch annulliert. Im April 2007 charterte die spanische Reederei Baleària Eurolineas Marítimas das Schiff für ihre Liniendienste im westlichen Mittelmeer. Das Ende Oktober 2007 als Borja Dos unter italienischer Flagge in Dienst gestellte Schiff wurde von Baleària Eurolineas Marítimas im Fährverkehr von Valencia nach Palma eingesetzt.
Von April 2009 bis Februar 2010 verkehrte die Fähre in Charter der italienischen Reederei T-Link Lines zwischen Genua (Voltri) und Palermo (Termini Imerese). Im Juni 2009 wurde sie in T Rex Uno umbenannt. Ab Februar 2010 wurde sie wieder von Balèaria im Fährverkehr nach Mallorca eingesetzt und lief später zusätzlich auch Ibiza an. Ab Juni 2011 fuhr das Schiff in Charter der italienischen Reederei Sardegna Regionale Marittima (SAREMAR). Das in Dimonios umbenannte Schiff wurde zunächst zwischen Genua und Porto Torres und 2012 zwischen Civitavecchia und Olbia sowie in der Sommersaison erneut zwischen Genua und Porto Torres eingesetzt. Im November 2012 charterte die Reederei Grandi Navi Veloci das Schiff, um es kurzzeitig zwischen Genua und Palermo einzusetzen. Zum 1. Januar 2013 kaufte die Reederei Compagnia Italiana di Navigazione das Schiff. Bereits ab Dezember 2012 wurde es von der Reederei Tirrenia zunächst als reine Frachtfähre zwischen Livorno und Cagliari eingesetzt. Ab Mai 2013 bediente es die von Tirrenia betriebenen Verbindungen zwischen Neapel und Palermo sowie Cagliari bzw. Trapani und Cagliari.
2017 erwarb die spanische Reederei Trasmediterránea das Schiff und setzte es unter der Flagge Zyperns auf der Fährverbindung zwischen Barcelona und Palma ein. Im November 2018 wurde es in Ciudad de Palma umbenannt. Im Juli 2020 wurde das Schiff an die Reederei Armas Trasmediterránea übertragen, die aus der Übernahme der Mehrheit an Trasmediterránea durch Naviera Armas entstanden war. Im Juli 2021 übernahm die italienische Grimaldi Group den Fährverkehr zu den Balearischen Inseln von Armas Trasmediterránea und gründete für den Betrieb das Unternehmen Trasmed GLE. Das unter die spanische Flagge gebrachte Schiff verkehrt weiter im Fährverkehr mit den Balearischen Inseln und wird neben der Verbindung zwischen Barcelona und Palma auch auf der Verbindung zwischen Valencia und Palma eingesetzt.

## Technische Daten und Ausstattung
Das Schiff wird von zwei MAN-Dieselmotoren des Typs 9L48/60 mit jeweils 10.800 kW Leistung angetrieben. Die Motoren wirken auf zwei Verstellpropeller. Das Schiff ist mit zwei mit jeweils 1.300 kW Leistung angetriebenen Bugstrahlrudern ausgestattet. Für die Stromversorgung stehen zwei von Dieselmotoren mit jeweils 1.800 kW Leistung angetriebene Generatoren zur Verfügung. Im Winter 2021/22 wurde das Schiff modernisiert und dabei unter anderem mit Scrubbern für die Abgasnachbehandlung ausgerüstet.
Die Fähre verfügt über vier Fahrzeugdecks. Diese sind über zwei Zufahrten hinter einer Heckrampe zugänglich. Die eine der Zufahrten führt über feste Rampen in den Unterraum mit einer nutzbaren Höhe von rund 4 m und zu einem Pkw-Deck mit einer nutzbaren Höhe von knapp 2 m, die andere zu einem Deck mit einer nutzbaren Höhe von knapp 4,9 m sowie dem offenen Wetterdeck, dessen nutzbare Höhe durch die Zufahrt auf rund 5,1 m beschränkt ist. Neben der Heckrampe für die Zufahrt zu den Fahrzeugdecks befindet sich eine weitere Heckrampe, die zu einer Rolltreppe führt, mit der die Passagiere in den Passagierbereich der Fähre gelangen.
Die Passagierkapazität der Fähre ist mit 878 Personen angegeben, die Anzahl der Pkw mit 190. An Bord stehen 122 Passagierkabinen sowie 34 Ruhesessel zur Verfügung. Den Passagieren stehen unter anderem ein Selbstbedienungsrestaurant, eine Bar und eine Cafeteria sowie ein Laden, ein Fitnessbereich und ein Kinderspielbereich zur Verfügung. Die Einrichtungen für die Passagiere und die Schiffsbesatzung sind im vorderen Bereich der Decksaufbauten oberhalb der Fahrzeugdecks untergebracht.
Die Fähre ist mit Flossenstabilisatoren ausgestattet. Der Rumpf des Schiffes ist eisverstärkt (Eisklasse 1A).
Die Brücke ist über die gesamte Breite geschlossen. Zur besseren Übersicht beim An- und Ablegen und dem Navigieren in engen Fahrwassern gehen die Nocken etwas über die Schiffsbreite hinaus.